# Vector Informatik
Vector Informatik GmbH er en tysk software virksomhed, der udvikler software og elektronisk arkitektur til bilindustrien. De har hovedkvarter i Stuttgart og afdelinger i 12 lande.
Vector Software GmbH blev etableret 1. april 1988 af Eberhard Hinderer, Martin Litschel og Helmut Schelling.